# Moa Boström Müssener
Moa Anna Freja Boström Müssener, född 2 augusti 2001, är en svensk alpin skidåkare med specialisering på slalom och storslalom. 
Hon debuterade i världscupen den 12 januari 2021 i österrikiska Flachau. Säsongen 2021/2022 tog hon sina första världscuppoäng med en tjugosjätte plats i slalom. Säsongen därpå kom hon på sjuttonde plats i en världscuptävling i Semmering den 29 december 2022.
I Europacupen, steget under världscupen, har hon tagit fyra pallplatser varav en seger under säsongen 2022/2023.
Boström Müssener har även två medaljer från juniorvärldsmästerskapen i alpin skidsport. Ett silver från 2021 i Bansko och ett brons 2022 i Panorama, Kanada. Båda medaljerna i slalom.